# Casamento no Brasil

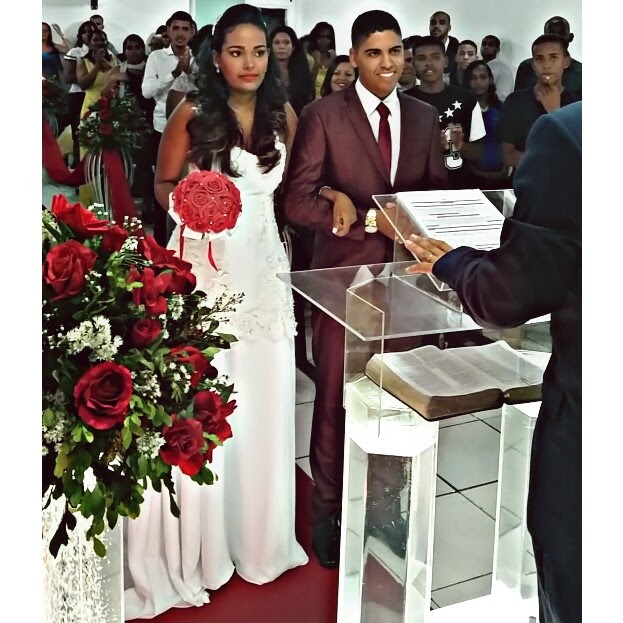
Uma cerimónia religiosa com efeito civil realizada em 2017

O casamento no Brasil é uma instituição social, tanto civil quanto religiosa, que se mantém como uma união monágama entre duas pessoas que cumpram a idade núbil estabelecida no Código Civil brasileiro.  Historicamente e até 2013, no âmbito civil apenas a união entre homem e mulher era legal em todo o território brasileiro, situação que mudou quando o casamento entre pessoas do mesmo sexo foi publicado oficialmente em 16 de maio daquele ano. A bigamia e a poligamia são ilegais e são consideradas crimes contra a família puníveis com pena de prisão.

## Casamento civil

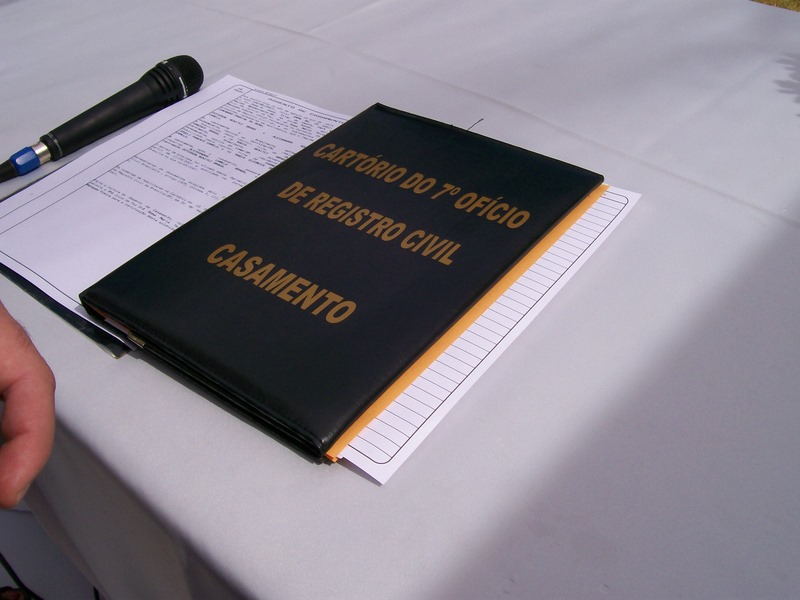
Pasta de oficial de Registro Civil com os documentos do cartório para celebração de casamento civil

### Antecedentes e início dos casamentos civis
O casamento civil é celebrado no Brasil desde a publicação do decreto de Deodoro da Fonseca em 24 de janeiro de 1890, como parte de uma série de iniciativas para a separação entre Igreja e Estado. Antes disso, apenas a Igreja Católica no Brasil era a única entidade autorizada a celebrar casamentos, sendo apenas os casamentos católicos considerados válidos em território brasileiro.

### Habilitação
A habilitação de casamento é o primeiro procedimento que deve ser feito no Brasil para poder celebrar uma cerimônia de casamento válida e reconhecida pelo Estado. Após um oficial de Registro Civil verificar se os dados são confiáveis e se não há impedimento legal para que as duas pessoas se casem, é emitido um edital de proclamas, que é um documento de cartório correspondente ao domicílio do casal que torna pública a intenção dos dois noivos de se casarem. Se nenhum juiz ou Ministério Público emitir impedimento, o casamento poderá ocorrer normalmente.
Desde 31 de janeiro de 2023, entrou em funcionamento o Sistema Eletrônico de Registros Públicos (Serp), que permite realizar o processo online e reduziu o tempo de espera pela resolução de 15 para 5 dias úteis.

### Regime de bens
Para cada união, o regime de bens que o casal receberá ao se casar deverá ser estipulado por escrito em acordo antenupcial. Este documento também inclui algumas cláusulas e condições estabelecidas pelo casal em relação ao seu patrimônio. O Brasil reconhece quatro tipos de regimes de bens:
- Comunhão parcial de bens
- Comunhão universal de bens
- Separação total de bens
- Participação final nos aquestos

### Sobrenomes de casados
A legislação brasileira permite que os noivos mantenham ou alterem o sobrenome após a cerimônia, dependendo de como o próprio casal estipular. Historicamente e segundo a antroponímia da língua portuguesa (língua oficial do país), presumia-se que a mulher mudava o sobrenome de solteira, passando a adotar o sobrenome do marido, situação que mudou e agora é possível que qualquer um dos casais assuma o sobrenome do cônjuge, independente do gênero ou orientação sexual do casal. Também é possível que ambos os cônjuges mantenham o sobrenome único sem qualquer alteração. Desde 1977 é possível à mulher manter o nome de solteira e com o código civil de 2002 chegou a ser estabelecido que ambos os cônjuges podem mesclar os sobrenomes, com a condição de ambos manterem a mesma ordem.

## Estatísticas nupciais
A tabela a seguir mostra o número de casamentos válidos registrados no Brasil por ano, dados com os quais é calculada a taxa de nupcialidade:
| Ano  | Total casamentos |
| ---- | ---------------- |
| 2016 | 1.095.535        |
| 2017 | 1.070.376        |
| 2018 | 1.053.467        |
| 2019 | 1.024.676        |
| 2020 | 757.179          |
| 2021 | 932.502          |
| 2022 | 814.576          |
| 2023 | 900.262          |

Está estatisticamente comprovado que um dos efeitos da pandemia de COVID-19 no Brasil foi a diminuição da celebração de casamentos, com ligeira recuperação uma vez levantados o confinamento e as restrições de lotação para achatar a curva.